# USS Ronald Reagan (CVN-76)
USS Ronald Reagan (CVN-76) je deveta in zadnja superletalonosilka razreda Nimitz in prva ladja vojne mornarice Združenih držav Amerike, poimenovana po bivšem predsedniku ZDA Ronaldu Reaganu.

## Zgodovina
Pogodba za izgradnjo letalonosilke je bila dodeljena ladjedelnicama Newport News Shipbuilding in Dry Dock Company (Newport News, Virginija) 8. decembra 1994; njena kobilica je bila položena 12. februarja 1998. Ladja je bila splovljena 10. marca 2001 pod sponzorstvom Nancy Reagan, žene Ronalda Reagana.

## Zasnova
Ronald Reagan ima bojno težo okoli 95.000 t in ima največjo hitrost več kot 30 vozlov. Dva jedrska reaktorja poganjata štiri vijake; brez dodajanja goriva lahko pluje 20 let (zaloga hrane in drugih potrebščin zadostuje za 90 dni). Vzletna paluba pokriva 18,000 m² površine.

## Oborožitev
Glavna oborožitev ladje so letala in helikopterji; nastanjenih je lahko nekaj več kot 80 zračnih plovil (samo število je odvisno od razmerja med posameznimi tipi plovil); med njimi so:
- jurišni lovci F/A-18 Hornet,
- jurišni lovci F/A-18 Super Hornet,
- mornariška patrulja letala E-2C Hawkeye,
- logistična letala C-2 Greyhound,
- protipodmorniška letala S-3B Viking
- letala za zgodnje opozarjanje EA-6B Prowler in
- večnamenski helikopterji SH-60F in MH-60R/S.

Pomožna samoobramba oborožitev so:
- štirje lanserji Mk 29 NATO Sea Sparrow in
- štirje sistemi Rolling Airframe Missile (RAM).

## Pripadniki

### Kapitani ladje
- november 2000 - avgust 2003: kapitan John W. Goodwin
- avgust 2003 - danes: kapitan James A. Symonds